# آنتوان بیو
آنتوان بیو (به فرانسوی: Antoine Billot) نویسنده، اقتصاددان و استاد دانشگاه قرن بیستم میلادی اهل فرانسه است.